# Phyllodoce madeirensis
Phyllodoce madeirensis är en ringmaskart som beskrevs av Langerhans 1880. Phyllodoce madeirensis ingår i släktet Phyllodoce och familjen Phyllodocidae. Arten har ej påträffats i Sverige. Inga underarter finns listade i Catalogue of Life.